# Castiglion Fiorentino
Castiglion Fiorentino es un municipio italiano de 13.072 habitantes en la provincia de Arezzo.

## Edificios y monumentos
- El Palacio municipal (siglo XIV);
- la Torre del Cassero (de época etrusca);
- el Museo archeologico, donde son conservados repertos de época etrusca, romana y medieval;
- las Logias del Vasari, en frente del Palacio municipal;
- el Teatro municipal (siglo XIX-siglo XX);
- la Colegiata de San Julián (siglo XIX);
- la Iglesia de San Agustín (siglo XIV);
- la Iglesia de la "Madonna della Consolazione" (siglo XVII; en castellano "Virgen de Consolación");
- la Iglesia de la "Madonna delle Grazie del Rivaio" (siglo XVII; "Rivaio" es el nombre de un barrio donde estaba el antiguo lado del pantano de la Val di Chiana);
- el Castillo de Mammi (siglo XII), antigua residencia de la noble familia Lambardi de Castiglion Fiorentino;
- el Castillo della Montanina (siglo XI), rocaforte de la noble familia Tarlati de Arezzo;
- el Castillo de Montecchio Vesponi (siglo XI), edificado por la noble familia Marchiones y posteriormente residencia del célebre mercenario inglés John Hawkwood.

## Demografía

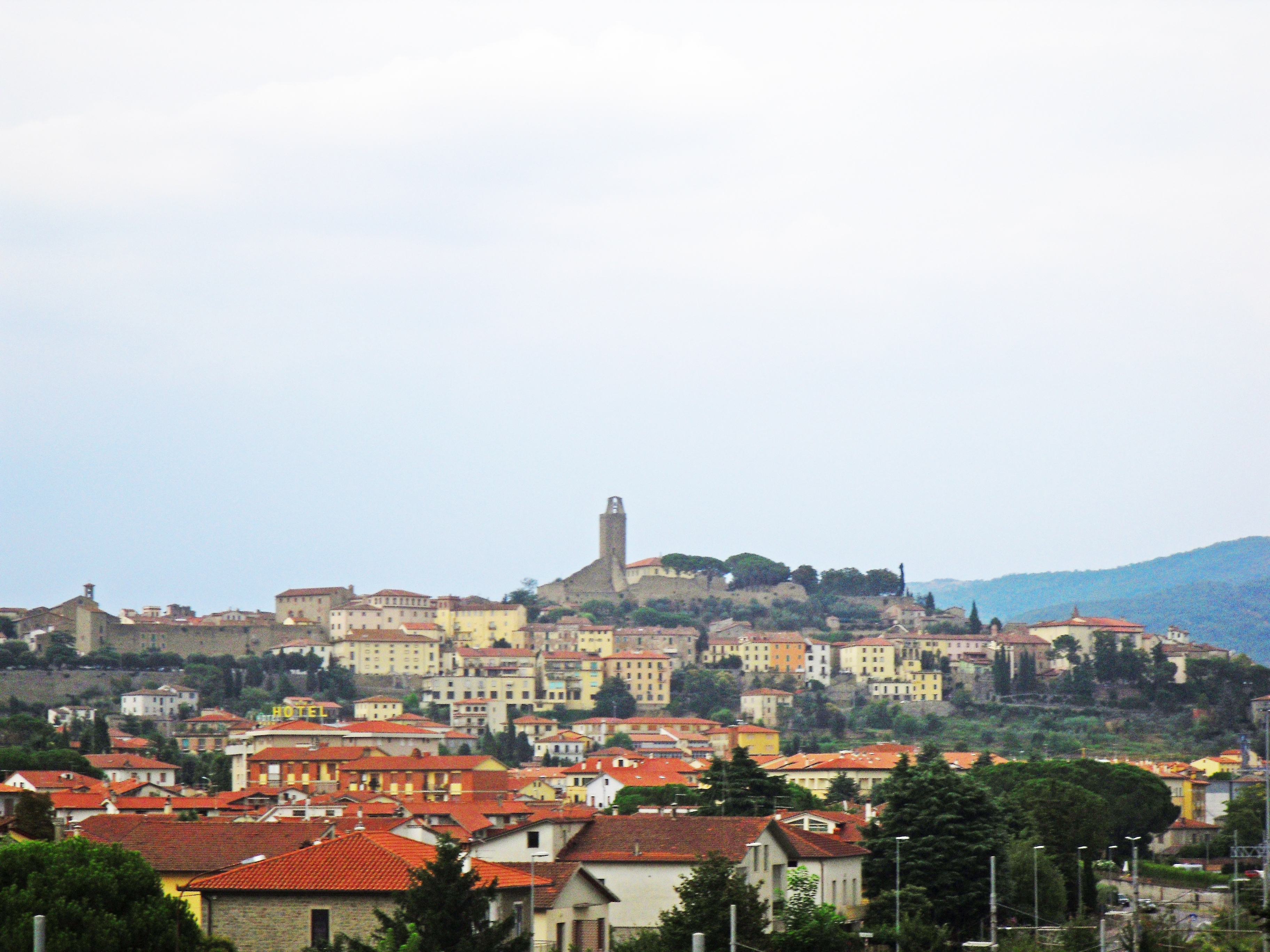
Panorama de Castiglion Fiorentino.

| Gráfica de evolución demográfica de Castiglion Fiorentino entre 1861 y 2001 |
|                                                                             |
| Fuente ISTAT - elaboración gráfica de Wikipedia                             |

## Fracciones
Éstas son las fracciones de Castiglion Fiorentino, por orden alfabético:
Brolio, Castroncello, Cozzano, La Badia, La Nave, Mammi, Manciano La Misericordia, Montecchio Vesponi, Noceta, Orzale, Pergognano, Petreto, Pieve di Chio, Pievuccia, Ranchetto, Ristonchia, Rocca Montanina, Santa Cristina, Santa Lucía, Santa Margherita, Santo Stefano, Senaia, Valuberti.

## Personalidades ligadas a Castiglion Fiorentino
- Roberto Benigni;
- Daniele Bennati;
- Fabrizio Meoni.

## Ciudades hermanadas
- Ronda  España[4]
- La Charité-sur-Loire  Francia